# Hypleurochilus bananensis
Hypleurochilus bananensis és una espècie de peix de la família dels blènnids i de l'ordre dels perciformes present a l'Atlàntic oriental i la mar Mediterrània (davant les costes de Nàpols, Palerm, Alger i Israel). És ovípar. És un peix marí de clima subtropical. Els mascles poden assolir 10,5 cm de longitud total.